# Kodinar
Kodinar è una suddivisione dell'India, classificata come municipality, di 32.606 abitanti, situata nel distretto di Junagadh, nello stato federato del Gujarat. In base al numero di abitanti la città rientra nella classe III (da 20.000 a 49.999 persone).

## Geografia fisica
La città è situata a 20° 49' 22 N e 70° 42' 04 E.

## Società

### Evoluzione demografica
Al censimento del 2001 la popolazione di Kodinar assommava a 32.606 persone, delle quali 16.871 maschi e 15.735 femmine. I bambini di età inferiore o uguale ai sei anni assommavano a 4.825, dei quali 2.510 maschi e 2.315 femmine. Infine, coloro che erano in grado di saper almeno leggere e scrivere erano 21.699, dei quali 12.472 maschi e 9.227 femmine.